# Nguyễn Văn Bảy (A)
Nguyễn Văn Bảy (2 tháng 2 năm 1936 – 22 tháng 9 năm 2019), còn gọi Bảy A, tên khai sinh Nguyễn Văn Hoa, là Anh hùng lực lượng vũ trang nhân dân, sĩ quan cao cấp của lực lượng Không quân Nhân dân Việt Nam, cấp bậc Đại tá. Ông nguyên là Phó Tham mưu trưởng Quân chủng Phòng không – Không quân Việt Nam, là một trong mười chín phi công Việt Nam đạt cấp "Ách" (Aces) trong Chiến tranh Việt Nam, với thành tích lái MiG-17 bắn rơi 7 máy bay các loại của Mỹ. Ông cũng là phi công sử dụng loại máy bay MiG-17 bắn rơi nhiều máy bay đối phương nhất trong thời kì Kháng chiến chống Mỹ. Ông còn được biết đến với câu nói nổi tiếng: "Ở Việt Nam, ra ngõ là gặp anh hùng".

## Tiểu sử và binh nghiệp
Nguyễn Văn Bảy sinh ngày 2 tháng Hai năm 1936, tên thật là Nguyễn Văn Hoa, là con thứ bảy trong gia đình. Do người Nam Bộ hay gọi theo thứ tự nên dần cái tên Nguyễn Văn Bảy thành tên chính. Ông sinh tại huyện Lai Vung, tỉnh Sa Đéc (nay là tỉnh Đồng Tháp).
Khoảng năm 1953, do không chịu lấy vợ theo ý gia đình, ông bỏ theo bộ đội, trở thành du kích khi 17 tuổi. Năm 1954, ông tại ngũ trong đơn vị Quân đội nhân dân Việt Nam tập kết ra miền Bắc.
Năm 1960, ông được chuyển binh chủng từ bộ binh sang không quân, theo học lớp lái máy bay phản lực ở Liên Xô. Trước đó, do học chưa hết lớp 3, phải học ở Trường bổ túc văn hóa Lạng Sơn và được phổ cập từ lớp 4 lên lớp 10. Ban đầu ông học lái máy bay Yak-52, sau đó chuyển dần lên Mig-15, Mig-17. Tháng 4 năm 1965, lớp đào tạo hoàn thành tốt nghiệp trở về nước, đáp máy bay xuống sân bay Gia Lâm.
Trong thời gian 1965-1968, ông Bảy tham chiến trên mặt trận không đối không và bắn hạ tổng cộng bảy máy bay Mỹ gồm hai chiếc F-105 và năm chiếc F-4, được xếp hạng "Ách". Ngoài ra được kết nạp Đảng viên Đảng Lao động Việt Nam. Tháng 4 năm 1966, ông tổ chức đám cưới với bà Trần Thị Niên là đồng hương, học sinh miền Nam tập kết ở sân bay Cát Bi. Sau đám cưới 45 phút thì chú rể lại lên máy bay xuất kích.
Ngày 1 tháng 1 năm 1967, ông được tuyên dương Anh hùng lực lượng vũ trang nhân dân Việt Nam. Khi được tuyên dương, ông mang cấp bậc Thượng úy, Đại đội phó Đại đội 1 Không quân, thuộc Trung đoàn Không quân Tiêm kích 923, Bộ Tư lệnh Phòng không – Không quân.
Thời gian sau đó, ông dần được thăng lên hàm Đại tá và giữ nhiều chức vụ trong Quân chủng như Trung đoàn trưởng Trung đoàn Không quân 937, Phó Tư lệnh Sư đoàn 372 Không quân, Phó tham mưu trưởng Không quân nhân dân Việt Nam.
Năm 1975, ông chỉ huy tiếp quản sân bay Cần Thơ và tham gia điều hành các sân bay khác ở miền Nam như Tân Sơn Nhất, Biên Hòa, Cần Thơ và chỉ huy không quân làm nhiệm vụ tại Campuchia.
Năm 1986, máy bay trực thăng chở ông gặp tai nạn khi viên phi công bất cẩn va phải một ngọn cây gần sân vận động Bạc Liêu. Đó là dịp Tết, ông thay mặt Quân chủng dùng trực thăng chở đào Nhật Tân tặng cho các đơn vị Phòng không – Không quân phía Nam.
Năm 1989, nghỉ hưu, ông làm Trưởng ban liên lạc cựu chiến binh Không quân tại Thành phố Hồ Chí Minh. Năm 1990, ông chuyển về xã Tân Phú Đông, thị xã Sa Đéc, sống cảnh đoàn viên cùng gia đình. Đến năm 2009, thì gia đình ông chuyển về quê là ấp Hậu Thành, xã Tân Dương, huyện Lai Vung, tỉnh Đồng Tháp làm nghề nông.
Năm 2010, ông ra Hà Nội dự Đại lễ nghìn năm Thăng Long, tham dự chương trình Thăng Long hồn thiêng sông núi – Hồ Chí Minh đẹp nhất tên Người.
Năm 2011, ông lại được lên báo khi trồng được củ khoai mỳ nặng 22,5 kg và được người dân trong vùng vui mừng nói: Anh hùng không quân bắn máy bay Mỹ và trồng khoai mỳ cũng anh hùng. Cuối năm 2015, ông có cuộc gặp gỡ với Thiếu tá phi công hải quân Charlie Plumb, người từng đụng độ với ông tại Quảng Yên ngày 24 tháng 4 năm 1967.

## Các cuộc không chiến

### Lần đầu xuất trận
10h ngày 19 tháng 6 năm 1965, biên đội Mig-17 của Nguyễn Văn Bảy cất cánh. 10h10 thì Không quân Việt Nam phát hiện máy bay Mỹ trên bầu trời Yên Thế và quyết định tấn công. Lực lượng Mỹ dựa vào số đông phản kích. Trận này máy bay của ông bị trúng 1 quả tên lửa nổ gần, thân máy bay bị 82 (có nguồn nói 84 ) vết thủng, có những vết thủng lớn hơn cả bàn tay, nhưng ông vẫn cố gắng điều khiển máy bay hạ cánh an toàn. Đây được xem là kỳ tích khi hiếm có phi công tiêm kích phản lực nào trên thế giới mà máy bay bị thương gần nát khúc đuôi vẫn còn bình tĩnh và tự tin đưa nó về hạ cánh an toàn.

### Chiến thắng đầu tiên
Ngày 21 tháng 6 năm 1966, biên đội bốn chiếc Mig-17 của Trung đoàn không quân tiêm kích 923 phát hiện một máy bay trinh sát RF-8A được hộ tống bởi F-8 Crusader (Hiệp sĩ thánh chiến) của phi đội 211 Hoa Kỳ. Trận này biên đội Mig-17 bị bắn rơi hai chiếc, phía Hoa Kỳ lại bị hạ một chiếc F-8E và một chiếc RF-8A. Chiếc F-8E do Cole Black điều khiển bị bắn hạ với sự góp sức của ông. Còn chiếc RF-8A do Leonard Eastman lái thì bị biên đội trưởng Phan Thành Trung tiêu diệt. Phi công Cole Black bị bắt làm tù binh, giam giữ tại trại giam Hỏa Lò, Hà Nội.

### Võ Nhai
Ngày 24 tháng 6 năm 1966, trên bầu trời Võ Nhai (Bắc Thái), phát hiện hai máy bay Không lực Hoa Kỳ đang bám đuổi máy bay của Không quân Nhân dân Việt Nam. Ông Bảy cùng một đồng chí bất ngờ lao thẳng vào đội hình đối phương và bám riết nổ súng, một máy bay Mỹ bốc cháy, rớt tại chỗ. Trận này biên đội của ông bắn rớt hai máy bay Mỹ, riêng ông hạ một chiếc, đó là chiếc F-4C của thiếu tá Mỹ John Roberton.

### Việt Trì
Ngày 29 tháng 6 năm 1966, trên bầu trời Việt Trì (Vĩnh Phú), biên đội máy bay Việt Nam bị máy bay Mỹ với số lượng đông hơn nhiều lần bám đuổi. Nguyễn Văn Bảy quay lại đối đầu và bắn hạ một máy bay.

### Đức Giang
Ngày 29 tháng 6 năm 1966, đơn vị Nguyễn Văn Bảy không chiến với tốp Thần sấm F-105D đang đánh vào kho xăng Đức Giang (Hà Nội). Trận này Nguyễn Văn Bảy hạ chiếc chỉ huy của Thiếu tá Murphy Neal Jones.

### Nam Hà
Ngày 5 tháng 9 năm 1966, tại vùng trời khu vực Cầu Giẽ – Phủ Lý giáp ranh giữa Hà Tây và Nam Hà, phát hiện thấy hai máy bay F-8 sau khi ném bom định lẫn vào mây mù bỏ trốn. Phi công Nguyễn Văn Bảy và Võ Huy Mẫn đuổi theo hạ hai chiếc này. Sau trận này, Chủ tịch Hồ Chí Minh đã trao tặng huy hiệu cho hai phi công.

### Chí Linh
Ngày 16 tháng 9 năm 1966, mười sáu máy bay F-4 và F-105 tiến vào vùng trời Chí Linh (Hải Dương), chia nhiều tốp, nhiều tầng, nhiều hướng bao vây biên đội bốn máy bay Việt Nam. Trong trận chiến này, cả biên đội Việt Nam hạ ba chiếc F-4 trong đó ông Nguyễn Văn Bảy hạ một chiếc, hạ cánh an toàn.

### Kiến An
Mờ sáng 21 tháng 9 năm 1966, biên đội bốn chiếc Mig-17 do Nguyễn Văn Bảy chỉ huy đã được lệnh chuyển từ Gia Lâm xuống sân bay Kiến An. Theo phương án, không quân Mỹ sẽ đánh đường số 1 từ biển bay vào hướng Quảng Ninh, Bắc Giang, MiG-17 cất cánh bí mật tiếp cận. Sau đó mười sáu chiếc F-105 cộng với tám chiếc F-4 tiêm kích bao vây Nguyễn Văn Bảy và Võ Huy Mẫn, còn Đỗ Huy Hoàng bị bắn rơi nhảy dù, chiếc Mig còn lại lạc đường.
Phát hiện chiến thuật của quân Mỹ, ông Bảy thông báo với Võ Huy Mẫn hai chiếc F-4 bay úp và Võ Huy Mẫn nhanh chóng hạ một chiếc. Ngay lúc đó, một chiếc F-105 bắn tên lửa vào chiếc MiG-17 của Võ Huy Mẫn trong khi phía trước chiếc MiG-17 là 1 chiếc F-4. Nguyễn Văn Bảy ra lệnh cho MiG-17 của Võ Huy Mẫn ra khỏi tầm ảnh hưởng, hai quả tên lửa của Mỹ lao rất nhanh vào chiếc F4 phía trước, chiếc F4 của Mỹ gãy đôi.

### Hải Phòng
Ngày 24 tháng 4 năm 1967, từ sân bay dã chiến Kiến An, đơn vị Nguyễn Văn Bảy chiến đấu với tốp máy bay Mỹ đánh cảng Hải Phòng. Chiếc Mig-17 của ông tiếp cận và bắn hạ chiếc F-8C do Thiếu tá hải quân E.J.Tucker lái. Khi những máy bay hộ tống quay lại định trả thù, thì ông Bảy bay ngoặt tránh đòn lao máy bay hạ gục một chiếc F-4H.

## Số 7 gắn liền với cuộc đời
MiG-17 là loại máy bay đã rất lạc hậu vào thời điểm đó: không có radar và tên lửa, vận tốc tối đa chỉ đạt Mach 0,9, nó không thể sánh được với loại MiG-21 hoặc các tiêm kích đời mới của Hoa Kỳ. Song nhờ chiến thuật hợp lý, Nguyễn Văn Bảy đã giành được những thắng lợi đáng kể. Trong hai năm 1966–1967, ông đã lái chiếc MiG-17 xuất kích 94 lần, 13 lần nổ súng và bắn rơi 7 máy bay Mỹ. Không có phi công MiG-17 nào đã bắn rơi nhiều máy bay hơn ông, và ông cũng chưa bị bắn rơi lần nào.
Sau năm 1967, theo chính sách giữ gìn phi công giàu kinh nghiệm, ông không tiếp tục chiến đấu mà được rút về làm công tác huấn luyện, đào tạo và truyền thụ kinh nghiệm cho lớp phi công mới.
Ông từng kể rằng: Tao toàn gặp số bảy: Tên Bảy, con thứ 7, đi bộ đội lúc 17 tuổi, học văn hóa 7 ngày lên 7 lớp, 7 lần bắn rơi 7 máy bay Mỹ bằng máy bay Mig 17, được phong Anh hùng năm 1967...

## Nhầm lẫn
Một số báo chí thường nhầm lẫn phi công Bảy A là người đã tham gia trận chiến không đối hải với chiến hạm Highbee của Hải quân Hoa Kỳ. Người tham gia trận chiến đó cũng là một phi công tên là Nguyễn Văn Bảy quê ở Cà Mau, tức Bảy B, hy sinh năm 1972.

## Qua đời
Ngày 16 tháng 9 năm 2019 ông phải nhập viện vì đột quỵ trong lúc đang làm vườn tại quê nhà ở huyện Lai Vung, được gia đình đưa vào Bệnh viện đa khoa Sa Đéc (Đồng Tháp) sau đó chuyển thẳng lên Bệnh viện Quân y 175 (TP. Hồ Chí Minh).
Theo tin từ Bệnh viện Quân y 175 tại Thành phố Hồ Chí Minh, Anh hùng phi công Nguyễn Văn Bảy (A) đã từ trần hồi 21 giờ ngày 22 tháng 9 năm 2019, hưởng thọ 83 tuổi. Lễ tang của ông được hàng ngàn người tiễn đưa, trong đó có Ủy viên Bộ Chính trị, Bí thư Thành ủy Thành phố Hồ Chí Minh Nguyễn Thiện Nhân đến viếng và chia buồn, cùng đại diện nhiều lãnh đạo diện các cơ quan trung ương và địa phương. "Vô cùng thương tiếc Anh hùng lực lượng vũ trang đại tá Nguyễn Văn Bảy, nguyên Phó tham mưu trưởng Quân chủng Không quân, Huy hiệu 55 năm tuổi Đảng, người sĩ quan và đảng viên suốt đời chiến đấu, hy sinh vì độc lập, tự do của Tổ quốc, tấm gương sáng về đạo đức cách mạng cho các thế hệ" – ông Nguyễn Thiện Nhân viết trong sổ tang.
Ông được an táng tại quê nhà ấp Hậu Thành, xã Tân Dương, huyện Lai Vung, Đồng Tháp.

## Tưởng nhớ
Tên ông đã được đặt cho con đường vuông góc với đường Lê Hồng Phong (phường Phước Long, thành phố Nha Trang, tỉnh Khánh Hòa) từ hơn 10 năm trước. Hầu hết các báo đến hết năm 2018 vẫn ghi nhầm anh hùng La Văn Cầu là người duy nhất còn sống được đặt tên đường.